# 梅森扎纳
梅森扎纳（義大利語：Mesenzana），是意大利瓦雷泽省的一个市镇。总面积4平方公里，人口1440人，人口密度360.0人/平方公里（2009年）。国家统计（ISTAT）代码为012102。